# Яблонная тля
Яблонная тля (лат. Aphis pomi) — насекомое из семейства тлей (Aphidae).

## Размножение
Из зимующих яичек, отложенных на коре молодых ветвей яблонь, груш, айвы, боярышника и других плодовых деревьев, ранней весной вылупляются личинки-самки, основательницы колоний; взрослые самки зелёного цвета с красноватой головой; усики беловатые, спинные трубочки и хвостик чёрные; длина около 2 мм. Эти самки рождают партеногенетически 20—40 личинок. В течение мая и июня развивается несколько поколений бескрылых самок, живущих на нижней стороне листьев и на молодых побегах. Затем появляется крылатое поколение самок чёрного цвета с зелёным брюшком; от крайних особей происходят бескрылые самки и крылатые или бескрылые самцы. После оплодотворения самки откладывают зимующие яйца. В наибольшем количестве яблонная тля встречается в июне и сентябре. Всего бывает 6—9 поколений в год.

## Распространение
Яблонная тля распространена в большей части Европы. Вследствие её питания листья яблонь свёртываются, молодые побеги чернеют, и растения значительно страдают при сильном размножении тли (в особенности в питомниках).

## Защита деревьев
Против неё, как и против других тлей, рекомендуется опрыскивание деревьев различными эмульсиями (смеси керосина с мылом и водой) и парижской зеленью.